# Svetlana Kljuka
Svetlana Vasil'evna Kljuka (in russo Светлана Васильевна Клюка?; 27 dicembre 1978) è un'ex mezzofondista russa.

## Palmarès
| Anno | Manifestazione  | Sede       | Evento      | Risultato  | Prestazione | Note |
| ---- | --------------- | ---------- | ----------- | ---------- | ----------- | ---- |
| 2003 | Mondiali        | Parigi     | 800 m piani | Semifinale | 2'01"61     |      |
| 2005 | Universiadi     | Smirne     | 800 m piani | Oro        | 2'00"80     |      |
| 2006 | Europei         | Göteborg   | 800 m piani | Argento    | 1'57"48     |      |
| 2007 | Mondiali        | Osaka      | 800 m piani | 7ª         | 2'00"90     |      |
| 2008 | Giochi olimpici | Pechino    | 800 m piani | 4ª         | 1'56"94     |      |
| 2009 | Mondiali        | Berlino    | 800 m piani | dq         | dq          |      |
| 2010 | Europei         | Barcellona | 800 m piani | dq         | dq          |      |

## Altre competizioni internazionali
2005
- Coppa Europa di atletica leggera ( Firenze)

2006
- Coppa Europa di atletica leggera ( Malaga)